# 토미 힐피거
토머스 제이컵 힐피거(Thomas Jacob Hilfiger, 1951년 3월 24일 ~ )는 미국의 패션 디자이너이다. 1985년 자신의 이름을 건 패션 브랜드 토미힐피거(TOMMY HILFIGER)를 만들었다.